# 양조

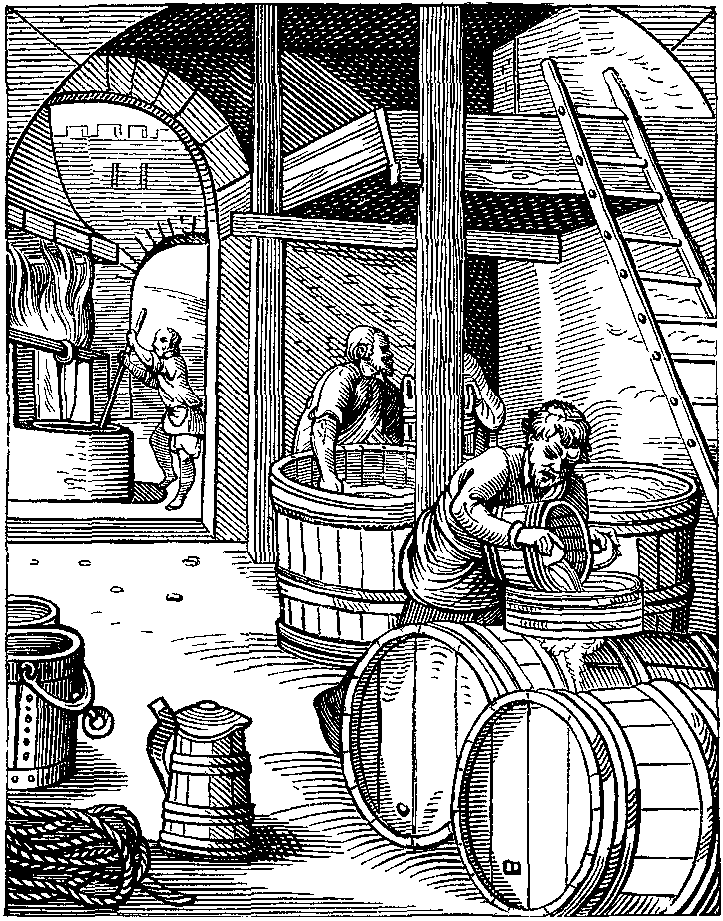
16세기의 양조장

양조(釀造, 영어: brewing)는 주로 곡물에서 얻은 녹말을 물에 담근 뒤, 효모로 발효시켜 술을 만드는 과정이다. 양조는 기원전 6천년 경부터 시작되었으며,
고대 이집트에서 양조 기술을 사용하였다는 증거가 발견되었고, 현존하는 문헌 중 가장 오래된 것으로 알려진 수메르의 몇몇 문헌에서 다양한 양조 방법에 대한 설명이 발견되었다. 양조는 양조업자에 의해 양조장에서 이루어지며, 양조업은 대부분의 서유럽 국가들의 경제의 상당 부분을 차지한다.
양조의 기본 재료는 물, 발효시켜 알코올로 변환시킬 수 있는 녹말 (주로 맥아 등에서 채취), 발효 과정을 일으키는 효모, 홉과 같은 조미료 등이다. 부차적으로 녹말을 얻는 부가물로 옥수수, 쌀, 설탕 등이 사용되며, 아프리카에서는 조, 수수, 카사바 뿌리가, 브라질에서는 감자가, 멕시코에서는 용설란이 시용된다.
양조가 이루어지는 데에는 제맥아, 제분, 담금, 끓임, 발효, 숙성, 여과, 포장 등의 몇 가지 과정을 거친다. 빌효는 따뜻하게 하는 것, 차게 하는 것, 자생적으로 하는 것의 세 가지 방법이 있는데, 과정에 따라 에일, 라거, 람비크 등의 다른 술이 만들어진다. 발효는 양조장에서 개폐되거나 밀폐된 용기에서 이루어지며, 부차적으로 술통이나 술병에서 이루어지는 경우도 있다.
술 이외에도 간장이나 식초 등을 담그는 것 또한 양조라고 하는데, 포도주나 사과주처럼 과일에 압력을 가하여 용액을 추출하는 것이나 벌꿀술처럼 벌꿀 자체만을 이용하는 것은 포함되지 않는다.